# Bahnbetriebswerk Hannover

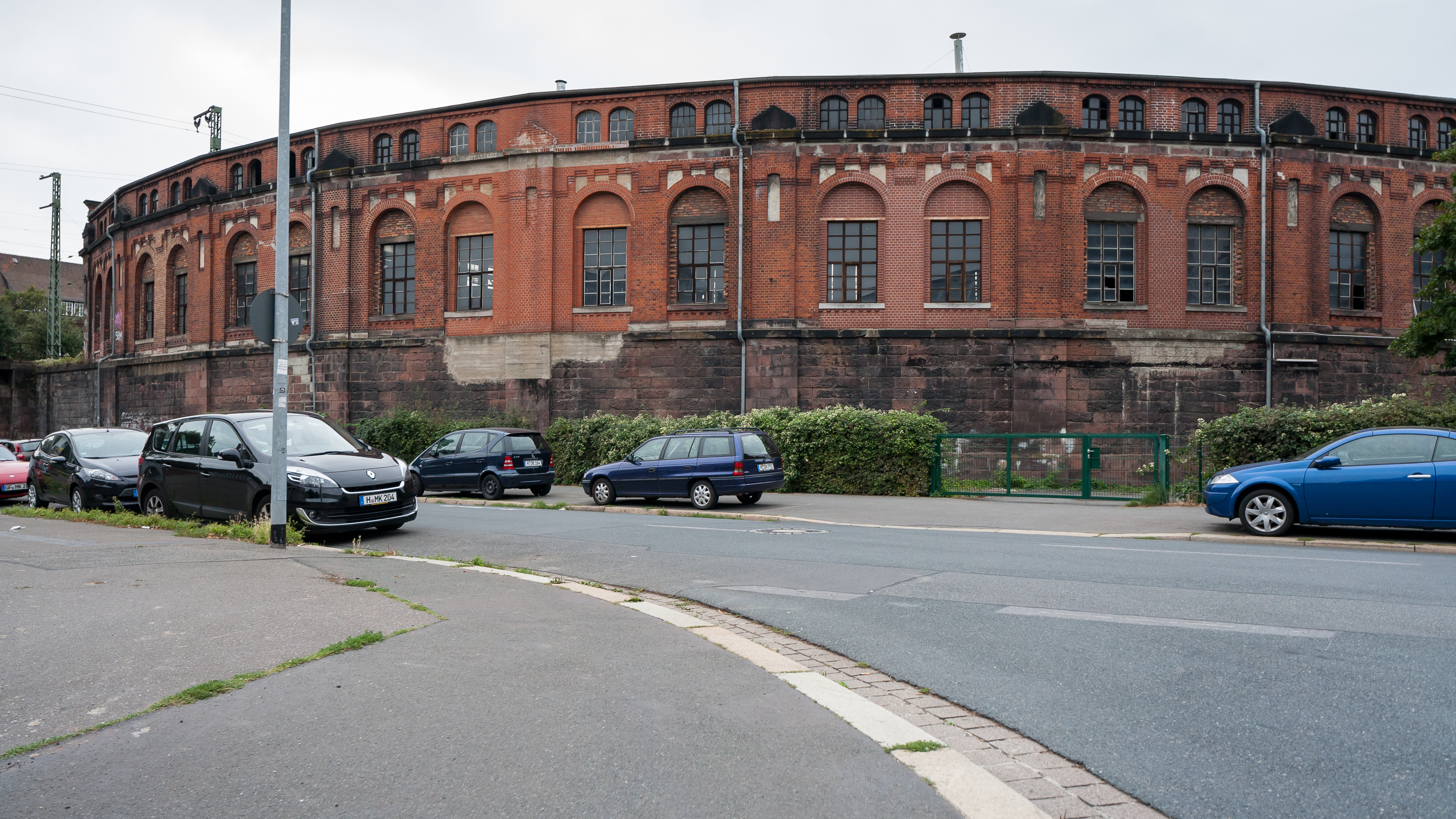
Der kleinere, viertelkreisförmige Lokschuppen 2 an der Stadtstraße auf Sandsteinsockel als Backsteinbau mit Rundbogenfenstern und Lisenen

Das Bahnbetriebswerk Hannover ist ein Ende des 19. Jahrhunderts errichtetes Bahnbetriebswerk (Bw) in Hannover. Standort des Ostteils der Eisenbahn-Anlagen mit ihren denkmalgeschützten Lokschuppen ist die Straßenkurve Stadtstraße und Bultstraße im hannoverschen Stadtteil Bult.

## Geschichte

### Vorläufer
Am 22. Oktober 1843 wurde die Bahnstrecke Hannover–Lehrte als erste Eisenbahnstrecke in Hannover eröffnet. Zunächst waren noch keine eigenen Anlagen für die Fahrzeuge vorhanden. 1844 wurde mit dem Bau im Norden des Bahnhofes begonnen. Direkt neben den Bahnhof wurden zunächst ein rechteckiger Lokomotivschuppen mit drei Gleisen errichtet, später noch ein zweiter. Im Norden daran anschließend entstand ein großer Rechteckschuppen als Werkstatt, der über zwei Schiebebühnen erreicht wurde. Zwischen 1860 und 1868 kam auch noch ein Rundschuppen mit innenliegender Drehscheibe und 15 Ständen dazu. Das Werkstättengelände erstreckte sich bis zur Straße Die Umfuhr (heute Rundestraße).
Im Zuge der Höherlegung des Hauptbahnhofes Hannover war es auch nötig, die bisher direkt am Hauptbahnhof gelegenen Lokbehandlungsanlagen zu verlegen. Für den zur Überbrückung der Umbauzeit errichteten zeitweiligen Bahnhof gab es ab 1875 einen Lokschuppen mit Drehscheibe zwischen Misburger Damm (heute Hans-Böckler-Allee) und Bischofsholer Damm. Dieser wurden nach Eröffnung des neuen Bahnhofes wieder entfernt. Die Werkstätten wurden nach Westen in das Dorf Leinhausen verlegt und wurden zur Keimzelle des AW Leinhausen.
Alle Anlagen nördlich des alten Bahnhofes wurden nach 1875 abgebrochen.

### Betriebsteil Hagenkamp
1876 wurde westlich des Bahnhofs, an der Hagenstraße nördlich der Strecke Hannover–Wunstorf, mit dem Bau eines Lokschuppens begonnen. Es entstand eine Doppelhalbrundschuppen mit 12 und 19 Ständen. Anfangs waren zwei Drehscheiben mit 13,5 Metern Durchmesser vorhanden. Schon Ende des 19. Jahrhunderts wurden sie gegen eine 16-m- und eine 18-m-Drehscheibe ausgewechselt. Die Lokschuppen wurden bis 1920 von 17 m Standlänge auf 24 m erweitert. 1936 wurden die Drehscheiben durch eine Doppelgelenkdrehscheibe mit 23 m Länge ersetzt. Da der Schuppen ebenerdig lag, wiesen die Gleise zum Bahnhof eine Steigung von 10 ‰ auf. 1885 wurde ein Wasserturm errichtet. Zwei Ausschlackgruben und eine Bekohlungsanlage auf einer Böschung, zunächst mit Körben, später mit zwei Drehkränen befüllte Kohlentrichter, vervollständigten die Anlagen. Westlich des Lokschuppens befand sich ein Verwaltungsgebäude, in dem bis zur Zerstörung im Zweiten Weltkrieg die Verwaltung für beide Betriebsteile untergebracht war.
Im Zweiten Weltkrieg wurden die Anlagen schwer beschädigt. Von den 31 Ständen wurden nur noch 16 wieder überdacht. 1958 wurden die letzten Dampflokomotiven abgezogen. 1960 wurde der Betriebsteil Hagenkamp aufgelöst. Anfang der 1960er Jahre wurden die Anlagen abgerissen. Der Wasserturm, der auch den Hauptbahnhof versorgte, blieb noch bis 1966 in Betrieb. 1963 wurde auf dem Gelände die Fahrleitungsmeisterei Hannover eingerichtet, außerdem befindet sich dort eine viergleisige Abstellanlage.

#### Stationierungen
Wegen der gemeinsamen Verwaltung lässt nicht mehr genau sagen welche Lokomotiven im Hagenkamp und im Ostschuppen beheimatet waren. Um die Jahrhundertwende waren hier die S 1 und T 3 beheimatet, zeitweilig auch preußische G 5.2.
Nach Ausbau des Ostschuppens waren hier ab 1925 nur noch Personenzug- und Rangierlokomotiven beheimatet. 1930 waren hier 15 Loks der Baureihe 38.10–40, fünf 74.4–13 und 19 89.70–75 stationiert. 1951 waren es die Baureihen 38.10–40, 78 und 91.3–18. 1955 waren es jeweils zehn Loks der Baureihen 38.10–40 und 91.3–18.

### Betriebsteil Ostschuppen

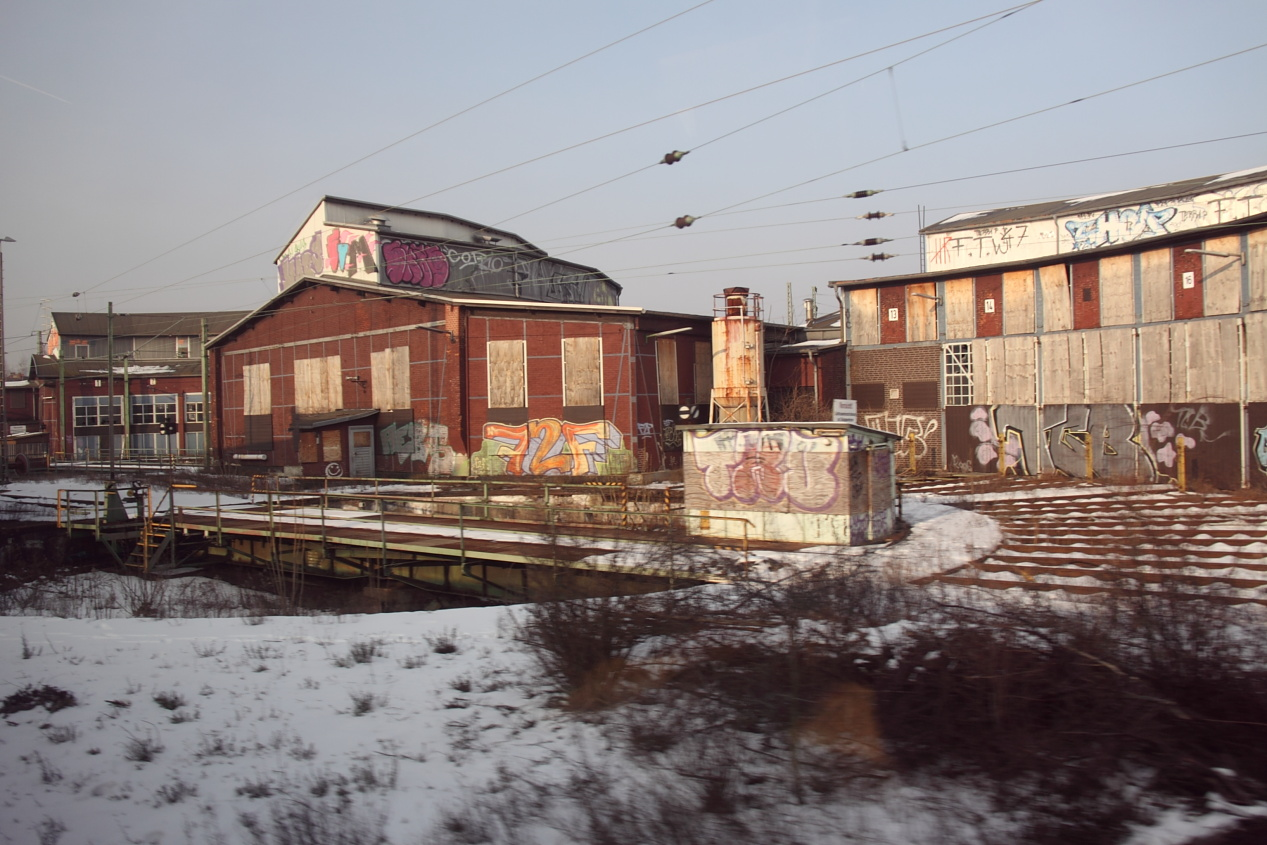
Hannover Ostschuppen – Schuppen 1 (links) und Schuppen 2 mit Drehscheibe 2 (Januar 2014)

In der Gabelung zwischen den Bahnstrecken nach Lehrte und nach Göttingen entstanden gegen 1890 Lokbehandlungsanlagen, zunächst eine 16-m-Drehscheibe und Bekohlungsanlagen. 1895 wurde ein Lokschuppen mit sechs Ständen errichtet, 1901 wurde er um weitere sechs Stände erweitert. 1907 wurde östlich davon etwas versetzt ein weiterer Lokschuppen mit elf Ständen und einer 20-m-Drehscheibe erbaut, er wurde als Schuppen 2 bezeichnet. 1914 wurden die Stände im Schuppen 1 von 21 m auf 28 m verlängert, 1927 wurde die Drehscheibe des Schuppens für die Einheitslokomotiven auf 23 m verlängert. 1927/28 wurden auch der Schuppen 2 und die Drehscheibe auf die gleichen Maße verlängert. Zwischen den jeweils getrennten Zu- und Abfahrten zur Drehscheibe lag die Bekohlung, seit 1927/28 mit einem Brückenkran, später noch um Hochbunker erweitert. 1929 erhielt der Ostschuppen eine eigene Lokleitung, nach 1945 wurde hier die gesamte Verwaltung des Betriebswerkes untergebracht.
Im Oktober 1945 wurden die Anlagen weitgehend zerstört, aus betrieblichen Gründen aber ziemlich schnell wieder provisorisch hergerichtet. Im Mai 1963 wurden die ersten Elektrolokomotiven hier beheimatet, dafür wurde der Schuppen 1 umgebaut, im Schuppen 2 blieben die Dampflokomotiven. Im April 1965 wurden die Elektrolokomotiven allerdings schon wieder nach Hamburg-Eidelstedt und Seelze verlegt, das Bw Hannover blieb nur noch Einsatz-Bw für Elektrolokomotiven.

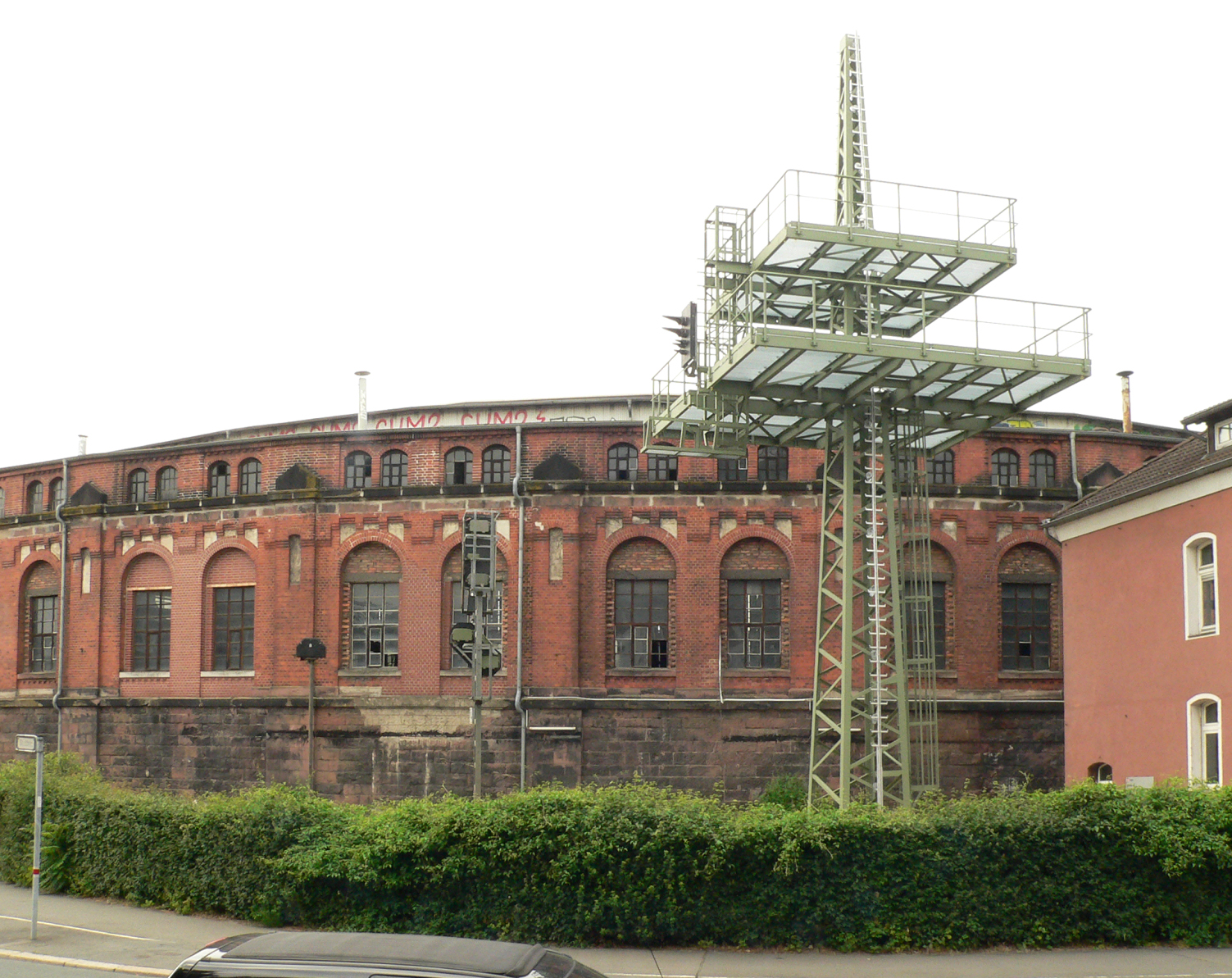
Trainingstürme zur Höhenrettung, 2017

Am 1. Juli 1969 wurde das Bahnbetriebswerk Hannover-Linden dem Bw Hannover angegliedert, am 1. Oktober 1969 das Bahnbetriebswerk Hannover Hauptgüterbahnhof in Hainholz. Am 1. Januar 1994 wurde das Bw in Betriebshof Hannover umbenannt.
Die Lokschuppen und die Drehscheibe 2 werden heute nicht mehr genutzt. Im Bereich der ehemaligen Lokbehandlungsanlagen sind Abstellgleise und eine Loktankstelle.
2017 errichtete die Deutsche Bahn am historischen Ringlokschuppen 2 ohne denkmalrechtliche Genehmigung der Stadt Hannover Trainingstürme zur Höhenrettung. Bei dem Lokschuppen handelt es sich um ein Einzelbaudenkmal, das in die Liste schützenswerter Kulturgüter eingetragen ist. Laut dem Niedersächsischen Denkmalschutzgesetz „dürfen Anlagen nicht errichtet ... werden, wenn dadurch das Erscheinungsbild des Baudenkmals beeinträchtigt wird“.

#### Stationierungen
Ab 1902 waren im Ostschuppen Lokomotiven der Baureihe S 7, Bauart de Borries, hier stationiert, ab 1907 auch S 9, ab 1914 S 10.2.
1925 kamen zehn bei Hanomag gebaute Lokomotiven der Baureihe 39 zum Ostschuppen, sie wurden 1928 abgegeben, als die ersten Lokomotiven der 01 kamen. 1930 waren es 17 Lokomotiven, außerdem 16 Lokomotiven der Baureihe 17.2 (S 10.2). Letztere wurden in den 1930er-Jahren durch Einheitsdampflokomotiven der Baureihe 03 ersetzt. Auch Lokomotiven der Baureihe 01.10 kamen ab 1940 hierher. Mit um die 60 Schnellzuglokomotiven war das Bw Hannover zu dieser Zeit das größte Schnellzuglok-Bw der Deutschen Reichsbahn. 1947 waren es 30 Lokomotiven Baureihe 01, fünf Baureihe 01.10, 16 Baureihe 03, eine Lok Baureihe 38.10–40, zwei Loks Baureihe 41, die 61 001 und neun Lokomotiven Baureihe 91. 1958/59 waren sogar 40 Lokomotiven der 01 hier stationiert, dann nahm deren Anzahl durch den Traktionswandel rasch ab. 1965 waren es noch 18 Maschinen, 1966 war das Bw dampffrei.
Mit der Elektrifizierung kamen 1963 Elektrolokomotiven: 1964 waren 20 E 10, 45 E 40 und sieben E 41 hier beheimatet. 1965 wurden sie aber schon wieder abgegeben. Dafür kamen Großdieselloks. 1969 waren es 20 212 und 18 220, außerdem fünf 236, 18 260/261, zwei 270, acht 290, 32 Köf verschiedener Leistungsgruppen und vier Turmtriebwagen 701.

## Werk Hannover
Südlich der Bahnstrecke Hannover–Braunschweig am Pferdeturm liegt das ehemalige Bahnbetriebswagenwerk. Neben Gebäuden für die Instandhaltung gibt es Abstellgleise für Züge und Triebwagen überwiegend des Fernverkehrs. Seit 2024 wird an dieser Stelle ein ICE-Werk errichtet. Dazu wird die bestehende zweigleisige Halle um 70 Meter auf 292 Meter verlängert. Daneben gibt es noch eine weitere Halle mit 260 Metern Nutzlänge. Die Inbetriebnahme ist für 2026 geplant.